# 伊達温泉
伊達温泉（だておんせん）は、北海道伊達市にある温泉。

## 泉質
- ナトリウム - 塩化物泉（弱アルカリ性高張性高温泉）
  - 源泉温度68.2度

## 温泉街
- 日帰り入浴施設と宿泊施設を兼ねた一軒宿「伊達温泉」のみが存在する。

## 歴史
- 1972年（昭和47年） - 開湯。

## アクセス
- 室蘭本線伊達紋別駅より車で約5分。
- 道央自動車道伊達ICより車で約10分。